# Ismail Al-Amour
Ismail Al-Amour (Gaza, 2 ottobre 1984) è un calciatore palestinese, attaccante del Jabal Al-Mokaper e della Nazionale palestinese.

## Carriera

### Nazionale
Ha esordito in Nazionale nel 2005.